# Медаль за участь у Європейській війні (1915—1918)

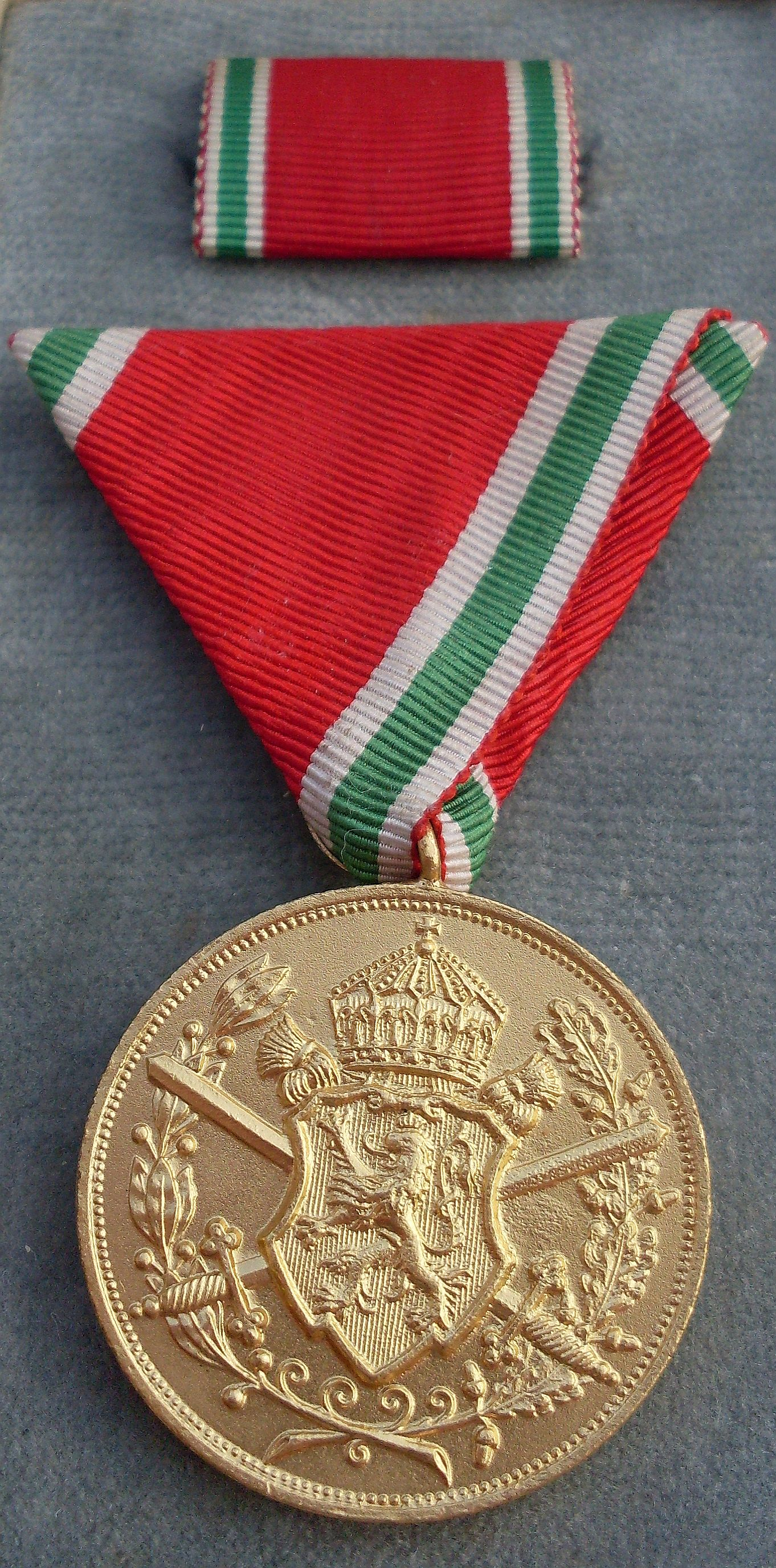
Медаль і планка для військовослужбовців.

Медаль за участь в Європейській війні (1915—1918) (болг. Медал за участие в Европейската война (1915—1918)) — спеціальна пам'ятна медаль Болгарського царства, присвячена участі країни в Першій світовій війні. 

## Історія
Медаль була заснована указом № 9 царя Болгарії Бориса III від 9 грудня 1933 року. Разом з медаллю за участь в Європейській війні, була заснована медаль за участь у Балканських війнах (1912—1913).
Медалі були виготовлені в Німеччині і Швейцарії і декількома партіями відправлені до Болгарії. Медаллю були нагороджені 50 000 чоловік в Болгарії і близько 199 000 іноземців (німців, австрійців і угорців), які були союзниками Болгарії в Першій світовій війні.

## Умови нагородження
Медаллю нагороджувалися всі військовослужбовці болгарської армії, які відзначилися під час Першої світової війни, а також родичі загиблих у війні. Також медаллю нагороджувалися цивільні особи: добровольці, санітари, хірурги і журналісти. Крім цього медаллю могли бути нагороджені і іноземні громадяни (як правило це були військовослужбовці армій країн-союзниць Болгарії у війні).

## Опис
На аверсі медалі зображено герб Болгарського царства на тлі схрещених мечів і в оточенні лаврових і дубових гілок. На реверсі зображено роки участі Болгарії в світовій війні 1915—1918 і вінок з пшениці, лаврових і дубових листків, що символізує Македонію, Фракію і Мезію. Стрічка має трикутну форму і червону смугу посередині, по краях є зелені і білі смуги. Медалі для цивільних осіб мають замість червоної смуги білу, а для родичів убитих — чорну смугу.
Медаль носилася на лівій стороні грудей. 